# A Storm in Heaven
A Storm in Heaven é o álbum de estreia da banda The Verve, lançado a 15 de Junho de 1993. Em 2013 a revista britânica NME o adicionou em sua lista dos 500 melhores álbuns de todos os tempos.
| Críticas profissionais                                                      | Críticas profissionais |
| Avaliações da crítica                                                       | Avaliações da crítica  |
| Fonte                                                                       | Avaliação              |
| --------------------------------------------------------------------------- | ---------------------- |
| allmusic                                                                    | [ 2 ]                  |
| Alternative Press                                                           | (sem nota)             |
| Head Heritage                                                               | (sem nota)             |
| MustHear                                                                    | (sem nota)             |
| Nude as the News                                                            | (sem nota)             |
| Stylus Magazine                                                             | (sem nota)             |
| Esta tabela precisa de ser acompanhada por texto em prosa. Consulte o guia. |                        |

## Faixas
1. "Star Sail" – 3:59
2. "Slide Away" – 4:03
3. "Already There" – 5:38
4. "Beautiful Mind" – 5:27
5. "The Sun, The Sea" – 5:16
6. "Virtual World" – 6:20
7. "Make It 'Til Monday" – 3:05
8. "Blue" – 3:24
9. "Butterfly" – 6:39
10. "See You in the Next One (Have a Good Time)" – 3:07

## Créditos
- Richard Ashcroft – Vocal, baixo, guitarra, percussão
- Nick McCabe – Guitarra, piano, acordeão, teclados
- Simon Jones – Baixo, vocal de apoio
- Peter Salisbury – Bateria, percussão
- Simon Clarke – Flauta
- The Kick Horns – Trompete, saxofone
- Yvette Lacey – Flauta